# Nanomagnetismo
O nanomagnetismo é a área de pesquisa em Física que trata das propriedades magnéticas dos objetos na escala nanoscópica e mesoscópica.
Os materiais magnéticos nanoestruturados são muito estudados devidos suas diferentes propriedades, geralmente, incomuns e suas possíveis aplicações.
Materiais magnéticos desempenham um papel importante na tecnologia moderna. Apresentam variadas aplicações, como em motores elétricos, alto-falantes, microfones, registro magnético (memórias, fitas magnéticas, discos rígidos) e até o transporte de drogas que podem ser direcionadas a órgãos ou tecidos específicos do corpo humano.
Tem grandes aplicações em geologia devido nanopartículas magnéticas estarem presentes em muitas rochas, e o alinhamento dos seus momentos magnéticos sob a influência do campo geomagnético permite estudar a evolução do magnetismo terrestre, a datação dessas rochas e informações sobre atividades antrópicas passadas[1].
Uma das aplicações mais bem sucedida do nanomagnetismo tem sido à gravação magnética, o que levou esta tecnologia a uma evolução vertiginosa nas últimas cinco décadas[2]. Possibilitou o aumento da densidade dos circuitos de chips utilizados em aparelhos eletrônicos e aumento da densidade de gravação magnética nos discos rígidos.
Nanopartículas magnéticas ocorrem também nos seres vivos na forma de nanocristais de magnetita, Fe3O4, presentes em bactérias conhecidas como bactérias magnetotáticas. 
Na medicina, nanopartículas magnéticas contidas em um fluido magnético ou incorporadas em lipossomos têm recebido atenção especial porque podem ser guiadas ou localizadas em um alvo específico por campos magnéticos externos. Esta localização em um sítio preferencial por gradientes de campos magnéticos sugeriu que magnetolipossomos e fluidos magnéticos, entre outros sistemas magnéticos, se tornassem efetivos carreadores de drogas com especificidade de sítio para a liberação controlada de agentes quimioterápicos. Mas as aplicações biomédicas potenciais dos sistemas magnéticos superam a atividade de carreadores de drogas, sendo usados também como agentes de contraste em imagens de ressonância magnética nuclear, na separação magnética de células ou moléculas biológicas variadas, em marcadores para células alvo, e na terapêutica do câncer por magnetohipertermia.
Existem vários métodos de preparação de partículas nanomagnéticas tais como: microemulsão, processo sol-gel, precipitação, deposição de vapor e cada tipo de síntese determina o tamanho, a forma e a uniformidade dos tamanhos. Dentre os métodos de síntese, a microemulsão funciona como um micro-reator possibilitando o controle do tamanho, formato e uniformidade das nanopartículas.

## A origem do comportamento nanomagnético
A emergência dos novos fenômenos que são objeto do nanomagnetismo tem sua origem no fato de que o magnetismo de amostras de tamanho mesoscópico ou nanoscópico apresenta importantes diferenças comparativamente ao de amostras macroscópicas. Poderíamos apresentar tais diferenças, de modo simplificado, como surgindo do fato de que os sistemas magnéticos de escala nanoscópica ou mesoscópica apresentam dimensões comparáveis a comprimentos característicos, por exemplo, o tamanho limite de monodomínios magnéticos; quebra de simetria de translação, que resulta em sítios com número de coordenação reduzido e maior proporção de átomos superficiais.
Outro fator que modifica as propriedades magnéticas dos nano-objetos é que esses objetos estão em geral em contato próximo com outros sistemas físicos, por exemplo, com um substrato ou uma camada protetora, no caso da maior parte dos filmes finos e multicamadas. As nanopartículas podem estar imersas em matrizes sólidas, ou contidas  em um recipiente; em ambos os casos pode haver forte interação com o meio.
O comportamento dinâmico dos objetos magnéticos de escala nanométrica também difere em relação aos objetos macroscópicos. A principal causa dessa diferença é a maior importância relativa das flutuações térmicas, sob as condições experimentais usuais. Por exemplo, no fenômeno do superparamagnetismo, observado em partículas magnéticas nanoscópicas, a energia térmica kT é comparável ou maior do que a energia de anisotropia das partículas.

## Principais aplicações do nanomagnetismo

### Na Medicina

#### Carreadores de drogas
O carreamento de drogas é uma técnica nanomagnética valiosa para otimizar a liberação de fármacos sítios-direcionados. Essa técnica possibilita a liberação da dose correta e diretamente no tecido ou célula alvo, o que melhora a atividade do fármaco e diminui seus efeitos colaterais. Esta técnica vem sendo muito estudado no tratamento do câncer, já que os métodos de tratamento convencionais são muito agressivos ao paciente e a utilização de nanoparticulas como carreadores das drogas quimioterápicas possibilitaria o ataque diretamente nas células cancerígenas, sem sobrecarregar o organismo com doses massivas, o que diminuiria os efeitos colaterais da quimioterapia.

#### Magnetohipertermia
Hipertermia é o procedimento terapêutico empregado para proporcionar aumento de temperatura em uma região do corpo que esteja afetada por uma neoplasia, com o objetivo de causar a lise das células cancerosas. Seu funcionamento se baseia no fato de que a temperatura de 41-42°C tem o efeito de destruir diretamente as células tumorais, uma vez que estas são menos resistentes a aumentos bruscos de temperatura do que as células normais circunvizinhas.
O aumento de temperatura requerido pela hipertermia pode ser atingido, entre outros métodos, pelo uso de nanopartículas magnéticas. Quando submetidas à ação de um campo magnético externo de frequência alternada (AC), as nanopartículas magnéticas são aquecidas. O uso de nanopartículas magnéticas (monodomínios magnéticos) é preferível às micropartículas (multidomínios magnéticos) porque as nanopartículas magnéticas respondem mais eficientemente a campos externos AC aplicados externamente e absorvem destes mais energia[6].

#### Imagens por ressonância magnética nuclear
As nanopartículas magnéticas, especialmente as menores que 10 nm, representam uma classe alternativa de agentes de contraste para ressonância magnética nuclear com vantagens do ponto de vista físico, pois destacam ainda mais o comportamento dos prótons de diferentes tecidos.
Um caso especial de obtenção de imagens por ressonância magnética nuclear é obtido pela associação de anticorpos monoclonais às nanopartículas magnéticas. Esta associação permite a detecção precoce de micrometástases por ressonância magnética nuclear, possibilitando o tratamento subseqüente pelo processo de magnetohipertermia, facilitando a erradicação do câncer [6].

### Derramamentos de petróleo
Uma das aplicações do nanomagnetismo utiliza as nanopartículas magnéticas agregadas em polímeros que se comportam de forma hidrofóbica. Esses materiais se juntam ao óleo derramado, e são atraídos por um campo magnético gerado por ímãs, possibilitando assim, o controle de derramamentos de petróleo no mar.

### Alto-falantes
Líquidos magnéticos são utilizados em alto-falantes de alta performance com o objetivo de conduzir o calor gerado e amortecer com maior eficiência o movimento oscilante da bobina.